# Nannocharax fasciatus
Nannocharax fasciatus es una especie de peces de la familia Citharinidae en el orden de los Characiformes.

## Morfología
Los machos pueden llegar alcanzar los 6,6 cm de longitud total.

## Depredadores
En Nigeria es depredado por Lates niloticus y Schilbe mystus .

## Hábitat
Vive en zonas de clima tropical (23 °C-27 °C).

## Distribución geográfica
Se encuentran en África.